# Ophiarachnella gorgonia
Ophiarachnella gorgonia är en ormstjärneart som först beskrevs av Müller och Franz Hermann Troschel 1842.  Ophiarachnella gorgonia ingår i släktet Ophiarachnella och familjen Ophiodermatidae. Inga underarter finns listade i Catalogue of Life.